# Nikolaj Kulëmin
Nikolaj Vladimirovič Kulëmin (in russo Николай Владимирович Кулёмин?; Magnitogorsk, 14 luglio 1986) è un hockeista su ghiaccio russo.

## Palmarès

### Mondiali
- 5 medaglie:
  - 2 ori (Finlandia 2012; Bielorussia 2014)
  - 2 argenti (Germania 2010; Repubblica Ceca 2015)
  - 1 bronzo (Russia 2007)